# Paraleptastacus supralittoralis
Paraleptastacus supralittoralis är en kräftdjursart som beskrevs av Mielke 1975. Paraleptastacus supralittoralis ingår i släktet Paraleptastacus, och familjen Leptastacidae. Arten har ej påträffats i Sverige.